# The Tale of Despereaux
The Tale of Despereaux: Being the Story of a Mouse, a Princess, Some Soup, and a Spool of Thread (em Portugal: A Lenda de Despereaux) é um livro de fantasia para crianças, escrito por Kate DiCamillo e ilustrado por Timothy B. Ering, que foi publicado em 2003.
Este livro esteve 90 semanas no topo do New York Times, foi considerado o melhor livro do ano para crianças pela Publishers Weekly e venceu o Newbery Medal em 2004. Em 2007 a National Education Association listou o livro como um de seus "top 100 livros dos professores para crianças", a partir de uma votação online.
Em Portugal, o livro foi publicado pela Gailivro, na categoria de literatura infantil, com 290 páginas no total, e com dimensões do livro 145x210 mm. A ilustração é a mesma que a original. 
O livro teve uma adaptação para o cinema em 2008, e um musical pela PigPen Theatre Co. em 2018.